# Браја (Асти)
Браја је насеље у Италији у округу Асти, региону Пијемонт.
Према процени из 2011. у насељу је живело 31 становника. Насеље се налази на надморској висини од 286 м.